# Garnatxa roja
|  | No s'ha de confondre amb Garnatxa peluda. |

La garnatxa roja, anomenada lledoner roig a l'Empordà, és una varietat vinífera, que es reconeix dintre la família de les garnatxes pel color de les seves baies roges. Existeixen varietats de raïms blancs, negres, vermells i grisos. Les antocianines i altres pigments de la família dels polifenols són els responsables de la variació de les tonalitats porpres en les varietats de raïm. La garnatxa roja és una varietat roja, tot i que el consell regulador de la DO Empordà la classifica com a varietat blanca perquè el tipus de vinificació que s'utilitza és més pròpia de les varietats blanques.

## Característiques ampelogràfiques de la varietat
La garnatxa roja s'adapta molt bé a l'escassetat hídrica, és una varietat pròpia de climes àrids i assolellats, com el mediterrani, pel que les seves arrels poden arribar als vint metres de profunditat en busca d'hidratació. El penjoll de raïm té una longitud curta-mitjana. Comparat amb altres raïms de vinificació és gros, de forma cònica, amb presència d'ales i compacte. Té una fulla cuneïforme pentagonal de color verd clar de dents convexes i una tija verda i llisa. Segons la quantitat d'aigua que nodreix el cep la fulla presenta uns lòbuls més o menys marcats, quanta més sequedat pateix el cep més marcats es mostren els lòbuls. La baia de raïm és de dimensió curta-mitjana, com la majoria dels raïms de vinificació. D'una forma el·líptica i amb un pes que oscil·la entre els 2,5 i els 3 grams. L'epidermis és fina i de color roig en el cas dels clons de garnatxa roja empordanesa i de color gris en els cas de clons de garnatxa grisa francesa anomenada grenache gris. La polpa en canvi és incolora, com l'àmplia majoria de varietats de raïm. No té cap gust en particular.

### Resistència a les malures
La garnatxa roja s'adapta molt bé als climes secs i això s'explica en part per la seva resistència a l'oïdi o malura blanca i alhora la seva baixa resistència al míldiu, que és un tipus de fong que apareix en condicions d'excés d'humitat. El tipus de selecció clonal lliure els nous ceps d'infeccions víriques, en canvi la selecció massal dona com a resultat ceps menys productius.

#### Característiques del raïm per la vinificació
La garnatxa roja presenta el mateix grau d'acidesa baix que la garnatxa blanca i la garnatxa negra. Avui dia, per a poder elaborar bons vins de garnatxa a l'Empordà, cal una alta concentració de sucres, per això el raïm es verema preferentment la tercera setmana de setembre buscant un grau alcohòlic d'entre 14 i 15 graus. El resultat és un raïm de baixa acidesa, alta concentració de sucres i sense gens d'àcid màlic.

## Història i adaptació de la garnatxa roja a l'Empordà
En l'actualitat dins la Denominació d'Origen Empordà hi ha 57 hectàrees de Garnatxa roja. Així com 362 hectàrees de Garnatxa negra i 60 hectàrees de Garnatxa blanca.
Es creu que la garnatxa és originària del territori de la Corona d'Aragó. Avui en dia a l'Empordà podem trobar ceps de garnatxa roja que van ser plantats abans dels anys 60, i aquests tenen la pell roja la qual cosa indica que són clons de lledoner roig autòcton empordanès. En la majoria dels ceps que foren plantats a partir de la dècada de 1960 el raïm té un color més pàl·lid, són ceps de grenache gris de procedència francesa.
A part de les diferències en el color de l'epidermis, la garnatxa roja dona més baix rendiment de quilos per cep. El Celler Martí Fabra posseeix tres vinyes de garnatxa roja plantades el 1929, el 1939 i el 1944 que li donen entre 2.000 i 4.000 quilos per hectàrea; i en canvi, el mateix celler assegura que la vinya més jove que té de garnatxa roja amb empelts procedents de França li rendeix entre 8.000 i 10.000 quilos per hectàrea. L'enòleg del celler, Joan Fabra i Viñas, va aportar informació sobre els efectes dels diferents terrenys durant la Jornada de la Garnatxa Roja, afirmant que en terrenys argilosos la varietat dona més graduació (entre 1 i 1,5 graus més) i en sóls granítics els fruits són més aromàtics.

### Tipus de vins elaborats
La garnatxa roja s'utilitza per elaborar molts tipus de vins diferents. El més ancestral és la Garnatxa d'Empordà, un vi dolç natural que fa la seva criança oxidativa en solera, ja sigui en les bótes de tradicionals de 2.000 a 6.000 litres o reaprofitant bótes de 525 litres de roure. Per elaborar vins dolços de garnatxa roja també s'usen altres mètodes de criança oxidativa com el sol i serena. També s'utilitza per a l'elaboració de vins blancs joves, vins blancs de criança, vins rosats i s'afegeix en cupatges per fer vi negre jove.

## Propietats organolèptiques
La garnatxa roja aporta als vins blancs més cos, estructura i allargada en boca que la garnatxa blanca. Per això s'utilitza habitualment el cupatge d'aquestes dues varietats per a la vinificació de vins blancs de criança. A nivell olfactiu, la garnatxa roja gaudeix d'una bona intensitat aromàtica. Hi predominen les aromes primàries de notes cítriques que recorden la pela de la llimona, i de fruites vermelles com les maduixetes.